# Българска бяла млечна коза
Българска бяла млечна коза е българска порода коза с предназначение добив на мляко, месо и кожи.

## Разпространение
Породата е разпространена в стопанства из цяла България. Това е най-разпространената за страната порода кози. Създадена е, чрез кръстосване на местни кози със Саански пръчове в института по планинско животновъдство в Троян и целенасочена селекция на получените кръстоски. Призната е за порода през 1992 г.
Към 2008 г. броят на представителите на породата е бил 101 458 индивида.
Рисков статус – няма риск.

## Описание
Тялото е хармонично, дълго и със здрава костна система. Главата е суха и удължена с права или леко вдадена профилна линия. Ушите са средно дълги насочени встрани. Част от представителите и при двата пола са с рога. И при двaта пола по долната страна на шията се образуват две кожни висулки наречени обеци или менгуши. Вимето е добре развито, цицките са средно дълги и леко издадени напред. Породата е подходяща за машинна доене.
Козината е бяла, гъста и с по-дълъг косъм от саанската коза.
Козите са с тегло 50 – 60 kg, а пръчовете 70 – 80 kg. Плодовитостта им е 170 – 200%. Средната млечност за лактационен период е 600 – 800 l с масленост от 3,5% на млякото и 3,2% белтъчни вещества.

## Външнипрепратки
- Българска бяла коза[неработеща препратка]